# Hammam Béni Salah
Hammam Béni Salah là một đô thị thuộc tỉnh El Tarf, Algérie. Dân số thời điểm năm 2002 là 4.871 người.